# Capichabesia rarissima
Capichabesia rarissima is een hooiwagen uit de familie Gonyleptidae. De wetenschappelijke naam van Capichabesia rarissima gaat terug op B. Soares.